# Marisa Barrosová
Elsa Marisa Branco Barros Rodrigues (* 25. února 1980, Paços de Ferreira, Portugalsko) je portugalská maratonská běžkyně.
V roce 2007 vyhrála Porto-maraton v čase 2:31:31 h. Nominovala se na Olympijské hry 2008 v Pekingu, kde obsadila 32. místo.
V roce 2009 vytvořila na Sevilla-maratonu s časem 2:26:03 h rekord tratě. Před ní byly rychlejší jen dvě Portugalky: Rosa Mota a Maria Manuela Machado. Na mistrovství světa v lehké atletice 2009 v Berlíně skončila 6. s časem 2:26:50 h.
V roce 2010 byla druhá s časem 2:25:45 h na Osaka-maratonu.